# 鉄道車両製造・整備技能士
鉄道車両製造・整備技能士（てつどうしゃりょうせいぞう・せいびぎのうし）とは、国家資格である技能検定制度の一種で、都道府県職業能力開発協会（問題作成等は中央職業能力開発協会）が実施する、鉄道車両製造・整備に関する学科及び実技試験に合格した者をいう。

## 概要
鉄道車両製造・整備に必要な技能を認定する国家資格(名称独占資格)である。
技能検定試験においては「機器ぎ装作業」、「内部ぎ装作業」、「配管ぎ装作業」、「電気ぎ装作業」、「鉄道車両現図作業」、「走行装置整備作業」、「原動機整備作業」、「鉄道車両点検・調整」に区分される。
等級には、1級及び2級があり、それぞれ上級技能者、中級技能者が通常有すべき技能の程度と位置づけられている。
なお職業能力開発促進法により、鉄道車両製造・整備技能士資格を持っていないものが鉄道車両製造・整備技能士と称することは禁じられている。
1級合格者は、職業訓練指導員 (鉄道車両科)の実技試験と学科試験の関連学科が免除され、2級合格者は実技試験が免除される。

## 実技作業試験内容

### 鉄道車両製造・整備（機器ぎ装作業）
- 1級：SS400の材料をボール盤、グラインダ、やすり、タップ等を使用し、平面研削、穴あけ、ねじ切り等の加工をして、カップリングによって連結された2軸の心合わせをする。試験時間＝4時間
- 2級：SS400の材料をボール盤、グラインダ、やすり、タップ等を使用し、平面研削、穴あけ、ねじ切り等の加工をして、カップリングによって連結された2軸の心合わせをする。試験時間＝3時間30分

### 鉄道車両製造・整備（内部ぎ装作業）
- 1級：ドリル、タップ、木工用工具等を使用して、化粧板をはり合わせ、骨体に蝶番を用いて組み合わせ、二つ折りの点検ふたを製作する。試験時間＝4時間30分
- 2級：ドリル、タップ、木工用工具等を使用して、化粧板をはり合わせ、骨体に蝶番を用いて組み合わせ、点検ふたを製作する。試験時間＝3時間

### 鉄道車両製造・整備（配管ぎ装作業）
- 1級：配管用炭素鋼鋼管{SGP－20A(3/4B)及び15A(1/2B)}をエルボ、T等の管継手で組み立て、複雑な車両配管系統の一部分を製作する。試験時間＝3時間30分
- 2級：配管用炭素鋼鋼管{SGP－20A(3/4B)及び15A(1/2B)}をエルボ、T等の管継手で組み立て、車両配管系統の一部分を製作する。試験時間＝2時間30分

### 鉄道車両製造・整備（電気ぎ装作業）
- 1級
  - 作業試験：乗務員室の運転用配線図により、計器台（模型）に主幹制御器、前照灯点滅スイッチ、パンタ下げ押ボタン、前照灯切換スイッチ、ブレーキ弁等の配線及び端子板の結線を行う。試験時間＝2時間50分
  - ペーパーテスト：電気車機器わく配線図及び機器わく内機器取付図より、配線分解表を作成する。試験時間＝2時間
- 2級：乗務員室の運転用配線図により、計器台（模型）に主幹制御器、ブレーキ弁等の配線及び端子板の結線を行う。試験時間＝2時間50分

### 鉄道車両製造・整備（鉄道車両現図作業）
- 1級
  - 課題I：複雑な立体の現図及び展開図を作成する。試験時間：3時間
  - 課題II：複雑な車両構造図から車両構造部品（40個）の材料取りを行い、部品表を作成する。試験時間＝1時間20分
- 2級
  - 課題I：立体の現図及び展開図を作成する。試験時間＝3時間
  - 課題II：車両構造図から車両構造部品（30個）の材料取りを行い、部品表を作成する。試験時間＝1時間20分

### 鉄道車両製造・整備（走行装置整備作業）
- 1級：ボルトの締付け、平頭のピンの検査、輪軸の測定と内輪の選定及び円筒ころ軸箱の組立てを行う。試験時間＝2時間5分
- 2級：ボルトの締付け及び平頭ピンの検査を行う。試験時間＝50分

### 鉄道車両製造・整備（原動機整備作業）
- 1級
  - 作業1：連接棒の組立て（クランク軸の曲がり及びクランクピンの外径を測定しクランクピンに適合するクランクピン軸受を選定して2組の連接棒を組み立て、クランクピンとの最大すきま及び最小すきまを求める。さらに、クランクピン軸受に適合するクランクピンを提示された「クランクピン外径一覧表」から選定する。
  - 作業2：調時歯車室等の組立て及び調整（調時歯車室等において、遊び歯車の軸受の調整を行ったのち、遊び歯車を組み立て、さらに、燃料噴射ポンプを取り付け、吸排気弁の弁すきまを調整する。）

試験時間＝2時間20分
- 2級
  - 作業1：連接棒の組立て（クランクピンの外径を測定し、連接棒を組み立て、クランクピンとの最大すきま及び最小すきまを求める。さらに、組み立てたクランクピン軸受に適合するクランクピンを提示された「クランクピン外径一覧表」から選定する。）
  - 作業2：調時歯車室等の組立て及び調整（歯車のバックラッシ及び軸方向の遊びを計測したのち、燃料噴射ポンプを取り付け、吸排気弁の弁すきまを調整する。）

試験時間＝2時間20分

### 鉄道車両製造・整備（鉄道車両点検・調整作業）
- 1級：配電盤、パンタグラフ（又は機関、機関付属機器）、戸閉装置の点検・調整及び台車の測定について行う。試験時間＝2時間50分
- 2級：配電盤、パンタグラフ（又は機関、機関付属機器）、戸閉装置の点検・調整及び台車の測定について行う。試験時間＝2時間50分